# Inwendige bewerking
In de wiskunde is een inwendige bewerking op een of meer elementen van een verzameling een bewerking waarvan het resultaat tot dezelfde verzameling behoort. De term 'inwendig' geeft aan dat de bewerking binnen de verzameling blijft. Optellen en vermenigvuldigen zijn bijvoorbeeld inwendige bewerkingen op zowel de natuurlijke getallen als op de gehele getallen. Aftrekken daarentegen is wel inwendig op de gehele getallen, maar niet op de natuurlijke getallen.  

## Definitie
Een inwendige {\displaystyle n}-plaatsige bewerking op de ruimte {\displaystyle X} is een afbeelding:
{\displaystyle f\colon X^{n}\to X}

## Voorbeelden
- In een lineaire deelruimte van een willekeurige vectorruimte zijn zowel de scalaire vermenigvuldiging met een constante als de optelling inwendig.
- In de verzameling {-1,0,1} als deel van {\displaystyle \mathbb {R} } is de optelling niet inwendig (want {\displaystyle 1+1=2\notin V}).  De vermenigvuldiging is hier wel inwendig.
- De bewerking gedefinieerd op de viergroep van Klein is inwendig.